# Зиндельфинген
Зиндельфинген (нем. Sindelfingen) — город в Германии, районный центр, расположен в земле Баден-Вюртемберг.
Подчинён административному округу Штутгарт. Входит в состав района Бёблинген. Население составляет 60 445 человек (на 31 декабря 2010 года). Занимает площадь 50,85 км². Официальный код — 08 1 15 045.
Город подразделяется на 2 городских района.
«Домашний» город Mercedes-Benz.

## Экономика
В городе расположен главный офис и завод компании Bitzer, производителя компрессоров.

## Интересные факты
Обербургомистр Бернд Фёрингер (ХДС) избран председателем Конгресса местных властей Европы.

## Фотографии

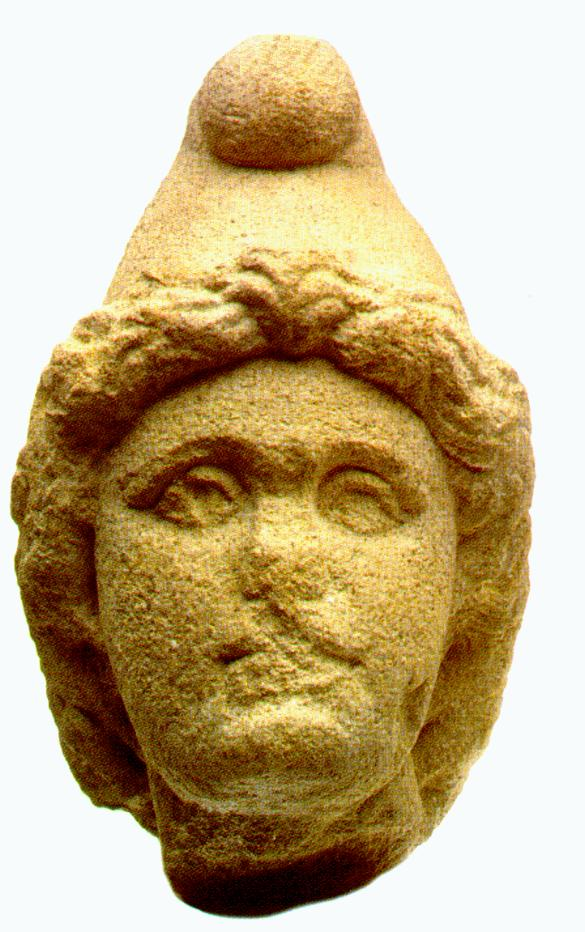
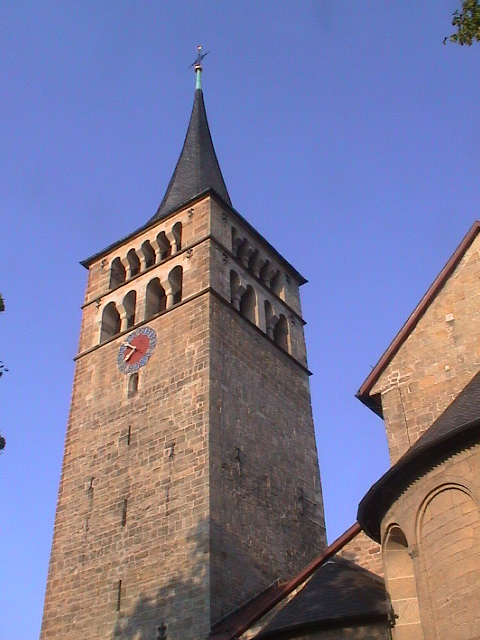
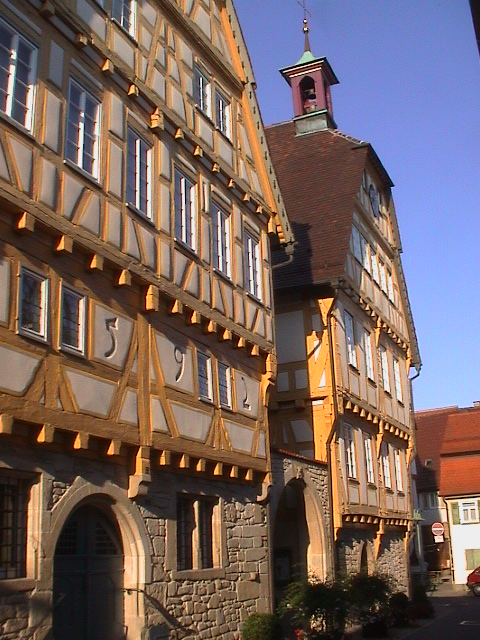
Ратуша
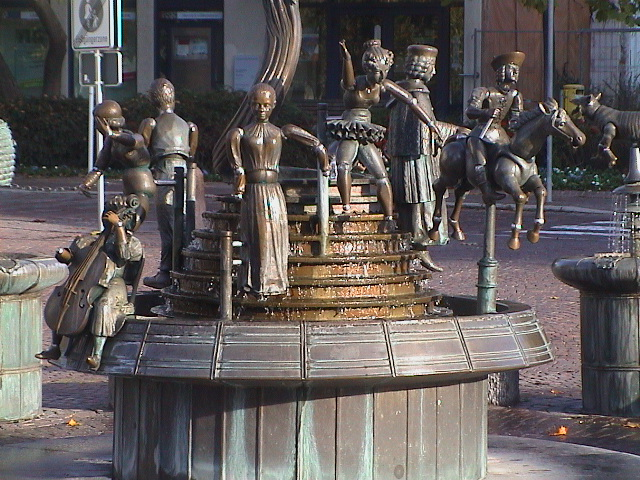
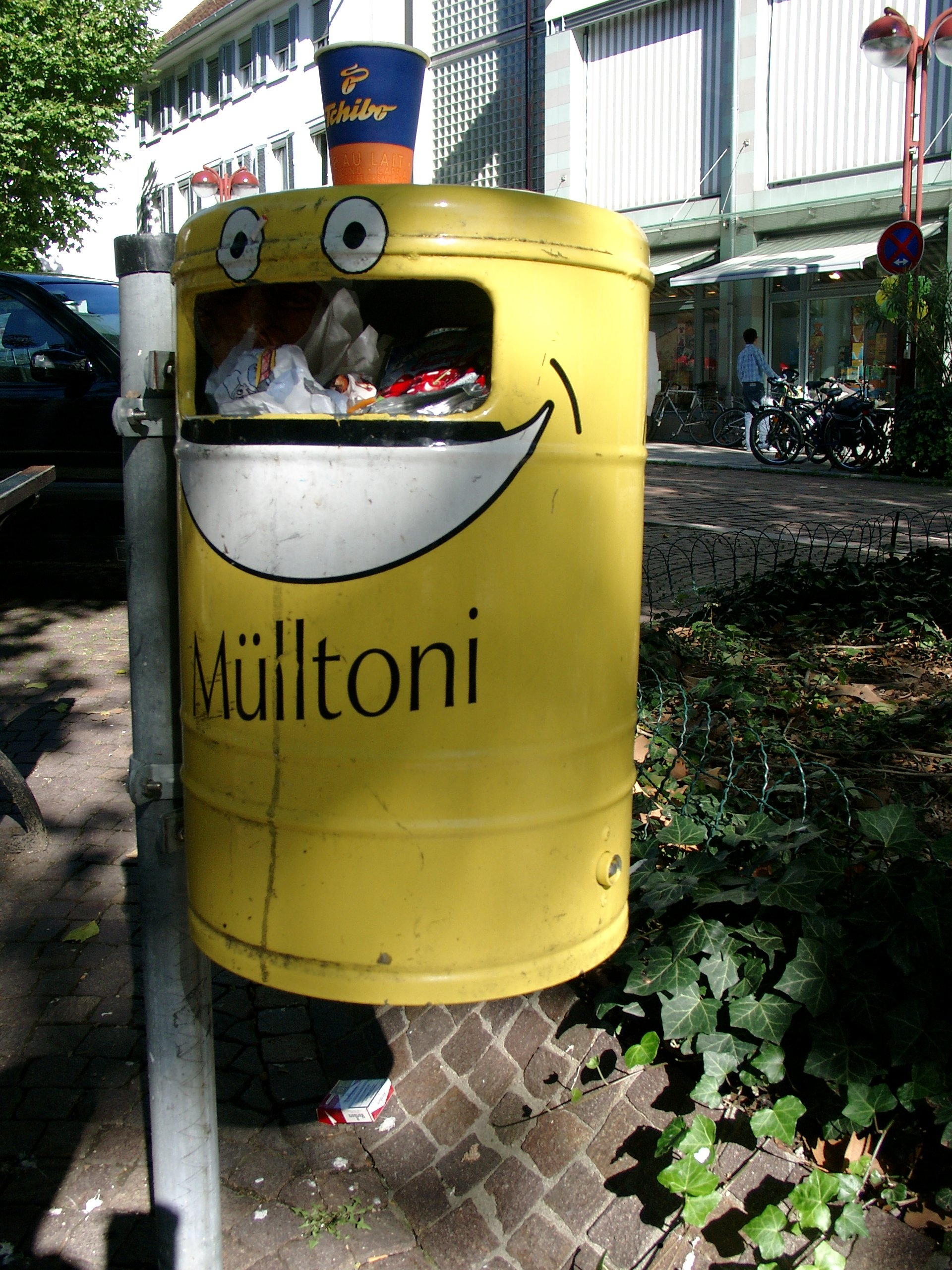